# ارتفاع الفوسفاتاز القلوية
تكون الفوسفاتاز القلوية مرتفعة عندما تتجاوز مستوياتها في الدم النطاق المرجعي. تملك هذه المجموعة من الإنزيمات نوعية منخفضة للركيزة وتعمل على تحفيز التحلل المائي لإسترات الفوسفات في الوسط الأساسي. إنّ الوظيفة الرئيسية للفوسفاتاز القلوية هي النقل عبر أغشية الخلايا. توجد الفوسفاتاز القلوية في العديد من الأنسجة البشرية، بما في ذلك العظام والأمعاء والكلى والكبد والمشيمة وخلايا الدم البيضاء. ولهذا، يتسبب تلف هذه الأنسجة في إطلاق الفوسفاتاز القلوية في مجرى الدم. يمكن الكشف عن المستويات المرتفعة من خلال الاختبارات الدموية. يرتبط ارتفاع الفوسفاتاز القلوية بحالات أو متلازمات طبية معينة (مثل فرط فوسفاتاز الدم المرتبط مع متلازمة التخلف العقلي). ويعتبر ارتفاع الفوسفاتاز القلوية مؤشرًا مهمًا لبعض الحالات والأمراض والمتلازمات الطبية.
إذا كان سبب الفوسفاتاز القلوية غير معروف، فإن البحث عن الإنزيمات المشابهة باستخدام الرحلان الكهربائي يمكن أن يؤكد مصدرها. يميز الاستقرار الحراري أيضًا الإنزيمات العظمية والكبدية (فوسفاتاز العظام تحترق، بينما تبقى فوسفاتاز الكبد).

## الأسباب

### الكبد
ترتفع الفوسفاتاز القلوية لأسباب كبدية في الحالات التالية:
- الركودة الصفراوية.
- التهاب المرارة.
- التهاب الأقنية الصفراوية.
- تشمع الكبد.
- التهاب الأقنية الصفراوية الأولي.
- الكبد الدهني.
- الساركوئيد.
- سرطان الكبد والنقائل الكبدية.
- التسمم الدوائي بأدوية مثل: فيراباميل وكاربامازيبين وفينيتوئين وإريثرومايسين وألوبيورينول ورانيتيدين.

### العظام
- من الأمراض العظمية التي ترفع الفوسفاتاز القلوية:
  - داء باجيت وساركوما العظام والنقائل لعظمية لسرطان البروستات (قيم عالية وعالية جدًا من الفوسفاتاز القلوية).[4]
  - النقائل العظمية الأخرى.
  - الحثل العظمي الكلوي.
  - العظم المكسور.
- إصابة الهيكل العظمي في سياق أمراض أولية أخرى، مثل:
  - تلين العظام والكساح ونقص فيتامين د (ارتفاع معتدل).
  - الأورام الخبيثة (إنتاج الورم للفوسفاتاز القلوية).
  - اعتلال الكلية (فرط نشاط جارات الدرق الثانوي).
  - فرط نشاط الغدة الدرقية الأولي.

قد تسبب أمراض عضلية هيكلية أخرى -غير مدرجة هنا- ارتفاع الفوسفاتاز القلوية أيضًا.

### البدانة
سُجِّلَت مستويات مرتفعة من إنزيم الفوسفاتاز القلوية لدى أولئك الذين يعانون من البدانة؛ وقد بيَّنت إحدى الدراسات امتلاك الأشخاص البدينين مستويات فوسفاتاز قلوية أعلى في المصل مقارنةً بغير البدينين. يوجد عدم تجانس في مستودعات الدهون داخل الخلايا مع ارتفاع مستويات الفوسفاتاز القلوية، لذا تُطلق الفوسفاتاز القلوية نفسها في مجرى الدم. لا تزال العلاقة بين الفوسفاتاز القلوية والبدانة قيد الدراسة.

### الكلية
ارتبطت مستويات المصل المرتفعة من الفوسفاتاز القلوية بالداء الكلوي المزمن. في الآونة الأخيرة، أظهرت الدراسات أن المستويات المرتفعة قد تتنبأ بالوفاة بمعزل عن عوامل استقلاب العظام واختبارات وظائف الكبد في الداء الكلوي المزمن. يشار إلى هذا التمييز من خلال مشعرات الالتهاب، وتحديدًا وجود البروتين الارتكاسي المرافق لارتفاع مستويات الفوسفاتاز القلوية. لذا، قد يكون نشاط الفوسفاتاز القلوي المرتفع في الدم علامة على الالتهاب بسبب ارتباطه بمستويات مرتفعة من البروتين الارتكاسي.
- أمراض الكلى المزمنة.[7]

### السرطان
يحدث ارتفاع الفوسفاتاز القلوية لدى مرضى السرطان عادةً عندما يكون موقعه في العظام أو الكبد. يمكن أن تخترق النقائل الموجودة في الرئة والثدي والبروستات والقولون والغدة الدرقية وأعضاء بعيدة أخرى الكبد أو العظام. ومع ذلك، فإن السرطانات الموجودة في بعض الأعضاء والأنسجة يمكن أن تؤدي إلى ارتفاع الفوسفاتاز القلوية إذا لم تكن النقائل موجودة. ينتج السرطان نظائر إنزيمية من الفوسفاتاز القلوية، وهذا ما يسبب ارتفاع الكمية الكلية للفوسفاتاز القلوية في الاختبارات. إن النظير الإنزيمي لريغان هو أحد أفضل النظائر الإنزيمية المدروسة والمرتبطة بالعديد من السرطانات لدى البشر. في الأساس، يوجد إيزوزيم ريغان في المشيمة ويرتبط بسرطانات الغدد التناسلية والجهاز البولي.
- سرطان الثدي.
- سرطان القولون.
- ابيضاض الدم، سرطان نقي العظم.
- اللمفوما، سرطان خلايا الدم البيضاء.
- سرطان البنكرياس.
- سرطان الرئة.